# Trangia
 Der er for få eller ingen kildehenvisninger i denne artikel, hvilket er et problem. Du kan hjælpe ved at angive troværdige kilder til de påstande, som fremføres i artiklen.

Trangia er et varemærke for en række grydesæt, også kaldet stormkøkkener, traditionelt med spritbrænder, produceret af det svenske firma Trangia AB. De blev lanceret i 1951 af svenskeren John E. Jonsson. Sættet er designet til friluftsliv, hvor letvægt og simpelt design er vigtigt.

## Design
Fordelen ved Trangiasættet er brugervenligheden. Designet er indrettet sådan at alle dele passer sammen til en lukket, kompakt enhed, når sættet er pakket sammen. Det er let at samle og skille ad. Det er let at bruge og er dermed egnet til alle brugere, fra nybegynderen og den trænede til voksne og børn. Da vi har med ild at gøre, bør små børn kun bruge den under vejledning og opsyn af en kyndig voksen.

## Bestanddele
Standardsættet består af:
- To gryder, som passer ind i hinanden.
- En stegepande, der også fungerer som grydelåg.
- En todelt vindskærm, som består af en over- og en underdel med følgende funktioner:
  - Underdelen holder brænderen, og er samtidig luftindtag og fundament for det hele.
  - Overdelen holder kogekaret, og fungerer samtidigt som både skorsten og vindskærm.
- Et håndtag for kogekarene, i form af en tang.
- En messingbrænder til sprit.
- Et spare-/skånelåg. Dette låg bruges også til at slukke brænderen.
- En nylon webbingrem.

Alle løsdele kan købes separat af velassorterede forhandlere. Når man bruger stegepanden eller en såkaldt "lejrgryde" vil vindskærmen bare kunde beskytte flammen i brænderen.

## Modeller og tilbehør
Det findes i 3 størrelser:
- Serie 27, designet til 1-2 personer.
- Serie 25, som passer til 3-4 personer.
- Mini Trangia. Miniudgave uden vindskærm, til brug for minimalister.

En model rummer også en kogekedel. Dertil kommer diverse ekstraudstyr såsom bålgryder, brændstofflasker, spiseservice og beholdere til opbevaring af mad.
Der fås også en spritbaseret vinterbrænder, en gasbrænder, en gelbrænder og en multifuel-brænder som kan bruge dieselolie, benzin, fyringspetroleum, rapsolie og sprit.

## Materialer
Der findes flere udførelser af gryder/pander; aluminium, aluminium med teflon, aluminium med indvendig stål (Duosal) og titanium, men alle udgaver har spritbrænder som standard. Sidst i 2007 kom de nye lettere Trangia UL (Ultralight) og Ultra Light Hard Anodized Aluminium, som vejer 22-25 % mindre og er op til 50 % stærkere end den foregående type.
Brænderen er af messing og opbevares i en pose for at undgå galvanisk tæring når sættet er pakket sammen.